# Communauté de travail œcuménique pour la lecture de la Bible
La communauté de travail œcuménique pour la lecture de la Bible, en allemand : Ökumenische Arbeitsgemeinschaft für Bibellesen (ÖAB), est une communauté de travail de différentes institutions protestantes et catholiques qui établit chaque année un plan œcuménique de lecture de la Bible (Continua-Bibellese) pour l’ensemble de l’espace germanophone, et qui définit en outre les versets annuels et mensuels. Toutes ces décisions sont prises sur proposition des membres lors de la réunion annuelle des délégués de la communauté de travail.

## Histoire
Le précurseur du côté protestant était le « comité du plan de texte », formé en 1938 par des associations de jeunesse protestantes, le service des hommes de l’Église confessante, l’Église méthodiste unie et les communautés baptistes d’Allemagne. Sous la direction d’Otto Riethmüller (1889-1938), président de longue date de la Burckhardthaus, des plans de lecture de la Bible et des versets annuels ont été publiés dès 1930. L’Association biblique catholique allemand et l'Office biblique pastoral de la Conférence épiscopale de Berlin, dans ce qui était alors la RDA, ont adhéré en 1969 au Comité des plans de textes, à partir duquel s'est constituée en 1970 la Communauté de travail œcuménique pour la lecture de la Bible.

## Activité
L’ÖAB élabore chaque année deux plans de lecture de la Bible différents.
1. Le plan de lecture biblique œcuménique « classique », dans lequel un passage de la Bible est proposé à la lecture pour chaque jour de l’année. Ce plan permet de parcourir l’ensemble du Nouveau Testament en l’espace de quatre ans et l’Ancien Testament de manière sélective en l’espace de huit ans. Les derniers écrits de l’Ancien Testament sont également lus, mais toujours avec une alternative tirée d’un livre non apocryphe de la Bible. Ce plan de lecture de la Bible est imprimé dans les éditions standard des « Paroles et textes » des frères moraves, ce qui lui permet d’être largement diffusé.
2. Le plan de lecture biblique compact, qui s’adresse aux personnes qui souhaitent commencer à lire la Bible.

En outre, l’ÖAB choisit une parole biblique parmi les passages prévus par le plan de lecture pour l’année en question comme verset de l’année. De plus, une citation est choisie parmi les textes proposés pour la lecture d’un mois donné comme verset du mois. Pour ce faire, deux traductions de la Bible reconnues par les Églises (chacune dans la version du texte de la dernière révision) sont utilisées, si possible à égalité, la Bible de Luther et la Einheitsübersetzung.